# Pheidologeton pygmaeus
Pheidologeton pygmaeus är en myrart som beskrevs av Carlo Emery 1887. Pheidologeton pygmaeus ingår i släktet Pheidologeton och familjen myror.

## Underarter
Arten delas in i följande underarter:
- P. p. albipes
- P. p. bugnioni
- P. p. densistriatus
- P. p. pygmaeus